# Bustier

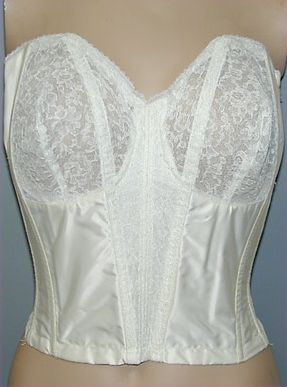
Un bustier

Un bustier anche chiamato bustino è un capo di abbigliamento femminile, consistente in un corpetto sostenuto da sottili stecche laterali, con reggiseno incorporato. Il bustier copre fino alla vita, ed ha la funzione di tenere il busto dritto ed alzare il seno. Può essere utilizzato sia come capo di biancheria intima, che come capo esterno per le stagioni calde.
Compare all'inizio dell'Ottocento, esclusivamente come capo di lingerie: in questo senso viene mostrato il bustier di Rossella O'Hara all'inizio del film Via col vento. Tornato di moda, subito dopo la seconda guerra mondiale, il bustier diventa un capo di abbigliamento "esterno" a partire dagli anni ottanta.